# Cavallino
Cavallino là một đô thị và thị xã của Ý. Đô thị này thuộc tỉnh Lecce trong vùng Apulia. Cavallino có diện tích 22 km2, dân số theo ước tính năm 2005 của Viện thống kê quốc gia Ý là 11.583 người. 
Các đơn vị dân cư:
Đô thị Cavallino giáp với các đô thị: